# Constantin Ange
Constantin Ange (en grec: Κωνσταντῖνος Ἄγγελος, vers 1093 - après 1166) est un aristocrate byzantin qui, par son mariage avec Théodora Comnène Angelina, se lie avec la dynastie des Comnènes. Il sert comme général sous Manuel Ier Comnène et combat dans les Balkans occidentaux et septentrionaux. En tant qu'amiral, il combat aussi les Normands. Il est le fondateur de la dynastie des Anges, qui dirigent l'Empire byzantin entre 1185 et 1204. Plus tard, une branche cadette de la famille fonde et dirige le despotat d'Épire et l'Empire de Thessalonique.

## Biographie
Constantin est né vers 1093. Il est issu d'une famille méconnue de l'aristocratie locale de Philadelphie. Le nom de la famille, Ange, est généralement considéré comme étant issu du mot grec désignant les anges mais une telle étymologie est rarement attestée à l'époque byzantine. Il se pourrait donc que leur nom vienne en fait d'une région située près d'Amida, en Haute Mésopotamie. L'historienne Suzanne Wittek-De Jongh émet l'hypothèse que Constantin est fils du patrice Manuel Ange, dont les possessions autour de Serrès sont confirmées par un chrysobulle de l'empereur Nicéphore III Botaniatès. Toutefois, cette parenté est peu probable.
En dépit de ses origines modestes, Constantin est réputé pour sa bravoure et sa beauté. Il parvient à séduire Théodora Comnène, la quatrième fille de l'empereur Alexis Ier Comnène et d'Irène Doukas. Théodora a déjà été mariée à Constantin Kourtikès mais ce dernier est mort avant d'avoir pu lui donner un enfant. Le mariage intervient probablement vers 1122, après la mort d'Alexis Ier. Il semblerait que l'impératrice Irène Doukas se soit opposée à cette union, qui pourrait avoir dégradé ses relations avec Théodora. Celle-ci est ainsi listée à la dernière place dans le typikon qu'Irène donne au monastère Kecharitomene.
Le mariage de Constantin lui permet de grimper dans la hiérarchie sociale. Il obtient le titre prestigieux de sébastohypertatos, conféré aux beaux-frères de l'empereur. Plus encore, cette dignité pourrait initialement avoir été créée pour récompenser Constantin, dont il est l'un des deux premiers détenteurs connus. Ses activités sous Jean II Comnène, le fils et successeur d'Alexis Ier, sont inconnues. En revanche, il jouit, aux côtés de ses frères Nicolas, Jean et Michel, des faveurs de Manuel Ier Comnène, dont le règne s'étend de 1143 à 1180. Le 26 février 1147, il participe au synode des Blachernes qui décide de la déposition du patriarche Cosmas II Atticus. Il est alors à la quatrième place dans l'ordre protocolaire, derrière le despote Béla-Alexis (alors héritier du trône), le César Jean Roger Dalassène et le panhypersébaste Étienne Kontostephanos,,. Au cours de l'été 1149, il accompagne l'empereur Manuel lors de sa campagne en Dalmatie. Après la prise de la forteresse de Razon par l'empereur, Constantin garde la région et lance une expédition dans la vallée de la Nisava,.
En 1154, Manuel prépare la guerre contre Guillaume Ier de Sicile et nomme son oncle Constantin à la tête de la marine byzantine et lui ordonne d'aller à Monemvasie où il doit attendre des renforts. Toutefois, Constantin est persuadé par des astrologues que s'il attaque les Normands, il remportera la victoire. Par conséquent, il désobéit aux ordres impériaux et décide d'intercepter une flotte normande bien plus importante, de retour d'un raid contre les Fatimides en Égypte. Dans la bataille qui s'ensuit, les Byzantins sont vaincus et la plupart de leurs navires sont capturés. Nicolas, le frère de Constantin, parvient à s'enfuir avec quelques navires mais Constantin est fait prisonnier et emprisonné à Palerme jusqu'en 1158, quand Manuel conclut un traité de paix avec Guillaume.
En juin ou juillet 1166, l'empereur Manuel le charge, en coopération avec Basile Tripsychos, de réparer et de renforcer les fortifications de Zemun, Belgrade et Niš. Plus généralement, ils doivent renforcer la frontière byzantine avec la Hongrie, le long du Danube. Dans le cadre de cette mission, Constantin Ange assure le repeuplement de Braničevo. La date de sa mort est inconnue, sa femme est probablement morte avant lui car elle est mentionnée pour la dernière fois en 1136.

## Mariage et descendance
Constantin et Théodora ont sept enfants officiels :
- Jean Doukas ;
- Alexis Comnène Ange ;
- Andronic Doukas Ange ;
- Isaac Ange, gouverneur militaire de Cilicie ;
- Marie Ange, mariée à Constantin Kamytzes ;
- Eudoxie Ange, mariée à Basile Tsykandeles ;
- Zoé Ange, mariée à Andronic Synadenos.